# Quartier des Poètes
Le quartier des Poètes à Pierrefitte-sur-Seine est un ensemble d’habitat social. La partie ouest, réalisée entre 1973 et 1994 dans le cadre de la ZAC du Barrage est l’œuvre des architectes Yves et Luc Euvremer et Mila et Geronimo Padron-Lopez. Cet urbanisme rejetant les archétypes des grands ensembles bâtis depuis la Reconstruction prend la forme d’une architecture novatrice et écologique dans la lignée de l’« école gradins-jardins ». L’ensemble Desnos a été démoli en 2009 dans le cadre d’un projet de rénovation urbaine.

## Localisation
Le quartier des Poètes est un ensemble d’immeubles situé au nord de la commune de Pierrefitte-sur-Seine en Seine-Saint-Denis, jouxtant la commune de Sarcelles sur la limite du département du Val-d’Oise. Il est bordé à l’ouest par le boulevard Jean-Mermoz (RN 1).

## Architecture
Le quartier des Poètes regroupe environ 900 logements sociaux réalisés entre 1973 et 1994 dans le cadre de la ZAC du Barrage dont les premières études remontent à 1963.

### Ensembles Georges-Brassens et Robert-Desnos
Dans la partie ouest de l’opération de la ZAC du Barrage, les architectes Yves et Luc Euvremer conçoivent l’ensemble Georges-Brassens entre 1978 et 1983 en collaboration avec Jean Renaudie, et les architectes Mila et Geronimo Padron-Lopez, l’ensemble Robert-Desnos. Leur projet commun réalise 440 logements.

#### Un urbanisme en rupture avec les grands ensembles
(décembre 2024).
La Seine saint Denis a été le terrain d'une guerre des idées !
Les architectes qui ont suivi les principes de cette nouvelle architecture  dite "proliférente" ont été très soutenus par la société d'économie mixte " SODEDAT" qui avait son siège à Bobigny. Par contre, le département de la Seine saint Denis , dirigé par une majorité communiste  représenté par Georges Valbon  Maire de Bobigny président des charbonnages de France, n'a jamais soutenu ce nouveau courant d'architecture ! A l'inverse Jack Rallite Maire de Aubervilliers a soutenu ce mouvement de Renouveau.  Leur conception, aux antipodes des archétypes des grands ensembles bâtis depuis la Reconstruction (tours et immeubles répétitifs selon un plan de chemin de grue, zoning, etc.) présente une architecture novatrice qui s’inscrit dans la lignée de l’« école gradins-jardins ». Les logements en duplex et triplex étagés à l’intérieur d’une structure pyramidale disposent chacun d’une terrasse cultivable avec un traitement naturel de l’eau de pluie, restituant ainsi le sol naturel aux habitants. L’espace se veut propice à la convivialité, au niveau de la desserte des logements, avec une grande halle couverte par une verrière ; l’aménagement extérieur s’effectue autour de deux cours piétonnes où sont installés quelques commerces ou des équipements de proximité. Les habitants disposent d’un accès direct vers le garage souterrain. Au cœur de cet urbanisme de relations, le centre social Georges-Brassens est un lieu de rencontre et d’activités. Les logements sont mis à l’abri des nuisances sonores de la bruyante route nationale 1 grâce à la halle. Ceux-ci font l’objet d’un traitement acoustique approprié. Le béton polychrome proche de l’esthétique souvent qualifiée de brutaliste est associé à une abondante présence de la végétation, au niveau du sol et des terrasses; bien que des végétaux adaptés eussent été distribués aux locataires selon leur propre choix, les terrasses ne seront plantées que partiellement par les habitants.

#### De multiples obstacles
La construction de l’ensemble Robert-Desnos subit de multiples atermoiements comme l’échelonnement des financements de la Datar. Le chantier est suspendu pendant un an avant 1981 et sa livraison ne se fera qu’en 1994. Avant même l’achèvement de la construction, l’état de l’édifice souffre de dégradations[réf. souhaitée].

#### Vie sociale du quartier
La mixité sociale particulièrement faible dès l’attribution des logements, s’est encore amoindrie au cours des deux décennies suivantes, Les Poètes concentrant une population de plus en plus pauvre, très touchée par le chômage avec une composante d’immigration très forte. 
Tandis que l’état des bâtiments se dégrade, l’entretien est très insuffisant. Le quartier fait l’objet de plusieurs études de requalification urbaines, en vain. La démolition est même envisagée. Cependant, les habitants expriment en 2004 leur contestation face à cette perspective de démolition, à travers une pétition signée par 811 locataires, soit la quasi-totalité d’entre eux avant leur dispersion qui sera préalable aux travaux.

#### Projets de rénovation du quartier et démolition
Une convention PRU (programme de rénovation urbaine) est signée le 3 juillet 2007, en partenariat entre la Ville de Pierrefitte-sur-Seine, l’ANRU, l’État, la communauté d'agglomération Plaine commune et les quatre bailleurs sociaux, : la décision est prise de démolir 442 logements sociaux hors site, ainsi que la destruction-reconstruction des équipements publics existants (gymnase, groupe scolaire Varlin). 450 nouveaux logements sociaux sont programmés en application de la charte de l’ANRU imposant la création d’autant de logements neufs que de logements détruits. Seuls 133 logements sociaux sont reconstruits sur place (les 317 restants devant l’être au centre-ville, ou dans le secteur des Tartres, etc.), au motif de la diversification du site. Le coût global du projet, (toutes les démolitions de logements et d’équipements publics, et les constructions neuves sur et hors site), la réalisation de tous les aménagements (espaces publics, espaces verts, etc.) est estimée à 188 millions d’euros. En novembre 2009, environ 220 ménages de l’ensemble Desnos ont ainsi été  relogés, lorsque débutent finalement les travaux de démolition.
En 2015, le quartier est inclus au sein du secteur prioritaire « Centre ville-Chatenay-Maroc-Poètes », avec 10 761 habitants pour un taux de pauvreté de 44 % en 2018.

#### Échec du sauvetage patrimonial
Des architectes, émus par le sort promis à cet habitat social des années 1980 qu’ils considèrent comme une œuvre architecturale et urbaine majeure, prennent publiquement position contre cette démolition, dès 2009. « Malgré l’intérêt architectural que peuvent présenter certains ensembles de logements, la démolition de ceux-ci est nécessaire », déclare le 3 mars 2009, l’instance de Plaine-Commune. Un collectif constitué de l’association Docomomo France de l’architecte Padron Lopez et deux riveraines, saisit la Justice et soutient une procédure de protection auprès de la direction de l’Architecture et du Patrimoine,. Cette association estime la réhabilitation complète des 440 logements à moins de 40 millions d’euros. Le 30 novembre 2009, le juge des référés du  tribunal administratif de Montreuil rend une décision qui suspend en urgence le permis de démolir, reconnaissant aux bâtiments « leur intérêt architectural et leurs qualités techniques qui constituent un témoignage important du patrimoine bâti »,. 
L’ordonnance de référé est aussitôt contestée devant le Conseil d'État par la ville et le bailleur OPH Plaine Commune Habitat tandis que la Ville lance également une campagne de pétition en faveur de la reprise immédiate du chantier sur son site internet et dans les quartiers. Dans un communiqué daté du 4 décembre 2009, le bailleur social déclare que « la démolition du programme immobilier Desnos a été décidée pour ouvrir le quartier sur la ville, mettre fin à des problèmes récurrents sur le bâti et elle a été engagée après le relogement, avec leur consentement, de toutes les familles. Elle est la résultante d’un programme immobilier mal conçu, mal construit et dont de nombreux logements se sont révélés inhabitables dès le début ».
Le jugement du 25 février 2010 du tribunal administratif de Montreuil déboute les requêtes en annulation du permis de démolir. Dans son communiqué, « Le tribunal estime que la réalisation de la cité Desnos, si ce n’est sa conception même, n’a pas atteint les objectifs poursuivis par son concepteur en matière d’écologie et de qualité de vie de ses habitants ». Ayant relevé les spécificités formelles de ces logements sous un aspect désavantageux, « le tribunal en déduit naturellement que la cité Desnos ne peut être regardée comme un symbole d’une période de l’histoire de l’architecture, qui ferait partie d’un patrimoine à protéger ou à mettre en valeur. »,,

## Affaire Darius
Le 12 juin 2014 au soir, un jeune Rom dit « Darius », de son vrai nom Gheorghe Franzu, est enlevé sous les yeux de sa famille par plusieurs personnes qui le soupçonnaient de cambriolage dans le voisinage. Roué de coups et laissé pour mort dans un chariot de supermarché, l'homme de 17 ans ne sort du coma qu’un mois plus tard. Un an et demi après l’ouverture d’une information judiciaire pour tentative d’homicide, le juge d’instruction à Bobigny rend le 11 janvier 2016 une ordonnance de non-lieu, suivant les réquisitions du parquet déposées le 25 novembre 2015, faute de pouvoir identifier les agresseurs.

### Filmographie
- La Cité des Poètes. Une destruction planifiée. de Mathilde Chikitou
- Il faut sauver les Poètes ! de Jean-Pierre Lefèbvre
- Nous trois ou rien de Kheiron
- La Cité rose de Julien Abraham